# Blackout (àlbum de Britney Spears)
Blackout és el cinquè àlbum de la cantant estatunidenca Britney Spears. Va ser llençat al mercat el dia 26 d'octubre de 2007 per Jive Records. Ella ja començà a escriure algunes cançons per aquest àlbum el novembre del 2003, després de llençar l'àlbum anterior a aquest In The Zone. Després de casar-se i tenir el seu primer fill, el 2006 ja havia descobert un nou so més acústic i va començar a gravar l'àlbum amb els productors J.R. Rotem, Danja i Kara DioGuardi. Després, poc després d'estar treballant en "Blackout", es va separar de Kevin Federline i va tenir el seu segon fill. En maig de 2007, es va embarcar en una nova mini-gira anomenada "The M+M's Tour" al House of Blues.
Blackout va rebre bona crítica pels crítics musicals. Molts el consideren un gran avanç de la cantant mentre altres critiquen que la seva veu ha estat massa retocada en segons quina cançó. L'àlbum va debutar a la cima del Billboard 200. Al final del 2008, l'àlbuim ja havia venut 3.1 milions de còpies per al món.
Només van ser llençats tres singles, Gimme More, Piece Of Me i Break the Ice. El primer, Gimme More va rebre un rotund èxit per tot arreu. Va debutar número 3 al Billboard 100 i a 14 països es va posicionar u en el top-five. Piece Of Me va debutar número u en 12 països en el top-five. En diferència als seus altres àlbums, la cantant no va promocionar el seu disc. La seva única actuació per promocionar-lo va ser en els 2007 MTV Video Music Awards, interpretant "Gimme More", actuació la qual va ser criticada per crítics de tot arreu.
En 2010, un escriptor del Rolling Stone va proclamar l'àlbum "l'àlbum més influenciador d'aquests cinc anys".

## Gravació i desenvolupament
El novembre de 2003, promocionant l'àlbum In The Zone va assegurar en entrevistes que ja estava preparant noves cançons i escrivint-les. Henry Jonback, va dir que durant el "The Onyx Hotel Tour" ella es trobava escrivint cançons. En octubre de 2004, després de casar-se, la cantant va anunciar que deixaria estar una mica el món de la música per poder gaudir una miqueta de la seva vida. En el 30 de desembre de 2004, va donar una sorpresa en KISS FM, interpretant una cançó anomenada "Mona Lisa". Primerament, ella va anunciar un àlbum anomenat "The Original Doll" que parlaria sobre les estrelles "que hi ha allà fora".
Els representants de Jive Records van assegurar que ella ja es trobava en els estudis de gravació, però que l'àlbum encara no tenia títol. Finalment, el track de "Mona Lisa" va ser inclòs en un Bonus CD de la mini-sèrie creada per Brit anomenada Britney & Kevin: Chaotic. En el dia 15 de setembre de 2005, va néixer el seu primer fill Sean Preston. Poc després d'algunes entrevistes, ja havia confirmat que estava treballant molt en el seu pròxim àlbum. En el 12 de setembre de 2006, va donar la llum al seu segon fill Jaydem James. I poc després, concretament el 7 de novembre de 2006, es va divorciar de Kevin Federline.
Poc després del divorci, el manàger de la cantant, Larry Rudolph, va anunciar el 30 de març de 2007, que la cantant es trobava "completament a dintre del programa".

## Recepció
Blackout va rebre bona crítica. Sosté un 61 de 100 al website Metacritic. En AllMusic va ser qualificat amb 4 estrelles de 5, considerant a l'àlbum com "un autèntic art dance-pop, amb una Britney fent-ho millor encara que ella no ho estigui". En "The Guardian" l'àlbum va rebre com en AllMusic quatre estrelles de cinc. Els corresponsals de "The Guardian" van anomenar l'àlbum "un àlbum excitant, que qualsevol poc caure enamorat de les cançons encara que no els agradin". En els Rolling Stones i en Slant Magazine, va obtenir tres estrelles i mitja de cinc.

## Track list
1. Gimme More
2. Piece Of Me
3. Radar
4. Break the Ice
5. Heaven On Earth
6. Get Naked (I Got A Plan)
7. Freakshow
8. Toy Soldier
9. Hot as Ice
10. Ooh Ooh Baby
11. Perfect Lover
12. Why Should I Be Sad

Bonus Tracks
1. Outta This World
2. Everybody
3. Get Back